# Quincy Taylor
Quincy Taylor (ur. 18 lipca 1963 w Dallas) – amerykański bokser, były mistrz świata WBC w wadze średniej.

## Kariera zawodowa
Jako zawodowiec zadebiutował 13 sierpnia 1986 roku. Pokonał przez techniczny nokaut w 3 rundzie Johna Robinsona. Do końca 1993 roku stoczył jeszcze 23 pojedynki, z których 20 wygrał i 3 przegrał, zdobywając pas IBF Inter-Continental. Porażek doznał z przyszłym mistrzem świata Terrym Norrisem i dwukrotnie z byłym mistrzem świata wagi półśredniej Jorge Vacą.
15 marca 1994 roku zmierzył się z Otisem Grantem o pas NABF w wadze średniej. Taylor niespodziewanie znokautował Granta w ostatniej, 12 rundzie. Tytuł ten obronił trzykrotnie, by móc walczyć o mistrzostwo świata.
19 sierpnia 1995 roku zmierzył się z Julianem Jacksonem o mistrzostwo WBC w wadze średniej. Taylor wygrał przez techniczny nokaut w 6 rundzie, gdy sędzia przerwał pojedynek. 16 marca 1996 roku stracił tytuł, kiedy pokonał go przez TKO w 9 rundzie Keith Holmes.